# پاسکواله فازیو
پاسکواله فازیو (انگلیسی: Pasquale Fazio؛ زادهٔ ۱۰ ژوئن ۱۹۸۹) بازیکن فوتبال اهل ایتالیا است.
از باشگاه‌هایی که در آن بازی کرده‌است می‌توان به باشگاه فوتبال تراپانی و باشگاه فوتبال ترنانا اشاره کرد.